# Parc de la Jeune Garde
Pour les articles homonymes, voir Jeune Garde (homonymie).
Le parc de la Jeune Garde, connu sous le nom de parc du 30e anniversaire du Komsomol jusqu'en 1997, est un parc public situé dans le centre-ville de Louhansk, capitale administrative de l'oblast de Louhansk, en Ukraine.
Il est baptisé en honneur de la Jeune Garde (1942-1943), mouvement de résistance créé durant l'occupation allemande de la ville de Krasnodon, en Ukraine.

## Sources
- (uk) Cet article est partiellement ou en totalité issu de l’article de Wikipédia en ukrainien intitulé « Сквер Молодої гвардії (Луганськ) » (voir la liste des auteurs).